# Sober (песня Келли Кларксон)
«Sober» (трезвый) — баллада американской певицы Келли Кларксон, ставшая вторым и последним синглом, изданным в США (В Австралии вместо него в качестве второго сингла была издана композиция «One Minute», а в Европе — «Don't Waste Your Time»), с её альбома 2007 года My December.

## Информация о песне
По словам Кларксон, эта песня о выживании и представлении о том, что нужно делать, когда что-то идёт не так: «Сложно преодолевать зависимость, каковой она бы ни была… Главная мысль этой песни то, что искушение здесь, но я не собираюсь ему поддаваться». Певица добавила, что «Sober» — её любимая песня с альбома My December: «В музыкальном плане она почти что гипнотическая. Вы просто растворяетесь в ней, она такая красивая. Это песня о преодолении того, чего вы не можете пережить или забыть. Я не алкоголик; песня не об этом. Это всего лишь метафора. У каждого из нас есть какая-то зависимость, без которой невозможно обойтись, песня может быть об абсолютно любой зависимости».
Песня была использована в первой серии 7 сезона телесериала Тайны Смолвилля.

## Издание сингла
Песня появилась в ротации радиостанций 6 июня 2007 года. Потенциальный успех или провал сингла «Sober» был критическим для Кларксон, поскольку первый сингл с альбома «Never Again» пробился в чарты только благодаря продаже цифровых копий через интернет; многие радиостанции отказывались брать его в эфир. Песня «Never Again» не вошла в топ 20 радио чарта, поэтому сингл «Sober» был издан уже через 5 недель после выхода первого сингла и за три недели до релиза альбома My December; от успеха «Sober» на радио зависело потенциальное будущее альбома.

## Критические отзывы
В конце 2007 года журнал Slant поставил «Sober» на 29 место в списке песен года, отметив парадокс альбома My December, где, по мнению критиков журнала, глубокая и прочуствованная песня «Sober» выделялась на фоне всего остального «провального» содержимого. Billboard положительно отозвался о «Sober» на фоне неудачного предудущего сингла.

## Список композиций
| №  | Название               | Длительность |
| -- | ---------------------- | ------------ |
| 1. | «Sober»                |              |
| 2. | «Dirty Little Secret1» |              |

- 1 Бонус трек для iTunes, доступный на некоторых изданиях сингла.

Ремиксы
1. DJ VNo Club Mix
2. Aleko’s Dark Tribal Dub

## Позиции в чартах
| Чарт (2007)                              | Лучший результат |
| ---------------------------------------- | ---------------- |
| Billboard Bubbling Under Hot 100 Singles | 10               |
| Billboard Pop 100                        | 93               |